# رشيد الخوري الشرتوني
رشيد بن عبد الله بن ميخائيل الخوري الشرتوني (1864 - 1907) لغوي وصحفي ومدرّس لبناني. ولد في شرتون وتلقى اللغات العربية والسريانية والفرنسية في مدرسة مار عبدا. عمل مترجمًا في المطبعة الكاثوليكية ببيروت، ومحرّرًا في جريدة «البشير» 15 عامًا. حقّق ونشر مؤلّفات كثيرة وألف عدة كتب المدرسية منها «سلسلة مبادئ اللغة العربية». وله ترجمات كثيرة عن الفرنسية وهو عاش في عصر النهضة العربية. توفي في بيروت عن 43 عامًا.

## سيرته
هو رشيد بن عبد الله بن ميخائيل بن الياس بن شاهين الرامي الخوري الشرتوني. شقيقه هو سعيد الشرتوني. ولد سنة 1864 في شرتون، ونشأ بها. تعلم في مدرسة مار عبدا بكسروان، ودرس بها اللغات العربية والسريانية والفرنسية. ثم اشتغل بالتدريس في مدرسة عين تريز وعين طورا، ودرس الآداب العربية في الكلية اليسوعية ببيروت 23 سنة. وكان أستاذ الخطابة في كلية القديس يوسف. دخل الصحافة وحرر في جريدة «البشير» 15 عامًا من سنة 1891 الی 1909 ثم «علم البيان» في كلية القديس يوسف. وفي سنة 1906 سافر إلى مصر مدرّسًا بالمدرسة اليسوعيين. ثم عاد إلى وطنه.

توفي سنة 1907 في بيروت ودفن في مسقط رأسه.

## أدبه
جاء في مقدمة كتابه «نهج المراسلة»:

## آثاره
- «تمرين الطلاب في التصرف والإعراب»
- «خطاب في كلية القدس يوسف»
- «مبادئ العربية في الصرف والنحو»
- «ريحانة الاذهان»، مطبعة الآباء المرسلين، 1900
- «كتاب التوفيق بين العلم وسفر التكوينة»، المطبعة الكاثوليكية للآباء اليسوعيين، بيروت، 1900
- «نهج المراسلة»، المطبعة الكاثوليكية للآباء اليسوعيين، بيروت، 1924
- «المجامع المارونية»

من ترجماته:
- «تاريخ لبنان»، مطبعة الآباء اليسوعيين، بيروت، père jésuite Pierre-Marie Martin 1889
- «تراجم القديسين»
- «منارة الأقداس»، أسطفان الدويهي
- «تاريخ الطائفة المارونية»، أسطفان الدويهي، عُني بطبعه وعلّق عليه رشيد الخوري الشرتوني، المطبعة الكاثوليكية للآباء اليسوعيين، بيروت، 1890
- «الرحلة السورية في أميركا المتوسطة والجنوبية»، هنري لامنس الأب اليسوعي
- «سلسلة بطاركة الطائفة المارونية»، المطبعة الكاثوليكية للآباء اليسوعيين، بيروت، 1901
- «حبيس بحيرة قدس»، هنري لامنس الأب اليسوعي، المطبعة الكاثوليكية للآباء اليسوعيين، بيروت، 1907

## وصلات خارجية
- رشيد الخوري الشرتوني على موقع أرشيف الشارخ.